# Nazionale maschile di pallacanestro del Vietnam
La nazionale di pallacanestro del Vietnam (Đội tuyển bóng rổ quốc gia Việt Nam) è la rappresentativa cestistica del Vietnam ed è posta sotto l'egida della Federazione cestistica del Vietnam.

## Piazzamenti

### Campionati asiatici
- 1963 - 8°
- 1965 - 10°